# Доброва (община Целе)
Вижте пояснителната страница за други значения на Доброва.
Доброва (на словенски: Dobrova) е село в Словения, Савински регион, община Целе. Според Националната статистическа служба на Република Словения през 2015 г. селото има 212 жители.